# Liste der Stolpersteine in Bad Bentheim
Die Liste der Stolpersteine in Bad Bentheim gibt eine Übersicht über die vom Künstler Gunter Demnig verlegten Stolpersteine in der Stadt Bad Bentheim.
Die 10 × 10 × 10 cm großen Betonquader mit Messingtafel sind in den Bürgersteig vor jenen Häusern eingelassen, in denen die Opfer einmal zu Hause waren. Die Inschrift der Tafel gibt Auskunft über ihren Namen, ihr Alter und ihr Schicksal. Die Stolpersteine sollen dem Vergessen der Opfer der nationalsozialistischen Gewaltherrschaft entgegenwirken.

## Stolpersteine in Bad Bentheim
| Bild                                                                         | Adresse                              | Person                   | Datum                                                                                          | Inschrift                                                                                      | Information |
| ---------------------------------------------------------------------------- | ------------------------------------ | ------------------------ | ---------------------------------------------------------------------------------------------- | ---------------------------------------------------------------------------------------------- | ----------- |
| Stolperstein Bad Bentheim Am Berghang 5 Lena Meyer                           | Am Berghang 5 ·                      | Lena Meyer               |                                                                                                | Hier wohnte Lena Meyer Jg. 1876 deportiert Auschwitz ermordet 27.11.1942                       |             |
| Stolperstein Bad Bentheim Am Berghang 5 Berta Gossels                        | Am Berghang 5 ·                      | Berta Gossels            | Hier wohnte Berta Gossels Jg. 1908 deportiert Auschwitz ermordet 30.9.1942                     |                                                                                                |             |
| Stolperstein Bad Bentheim Am Berghang 5 Salomon Gossels                      | Am Berghang 5 ·                      | Salomon Gossels          | Hier wohnte Salomon Gossels Jg. 1878 Flucht Holland tot                                        |                                                                                                |             |
| Stolperstein Bad Bentheim Am Berghang 5 Malchen Gossels                      | Am Berghang 5 ·                      | Malchen Gossels          | Hier wohnte Malchen Gossels geb. Meyer Jg. 1878 deportiert Auschwitz ermordet 3.12.1942        |                                                                                                |             |
| Stolperstein Bad Bentheim Bergstraße 22 Alice Zilversmit                     | Bergstr. 22 ·                        | Alide Zilversmit         |                                                                                                | Hier wohnte Alice Zilversmit Jg. 1878 Flucht Holland versteckt ohne ärztl. Hilfe tot 25.9.1944 |             |
| Stolperstein Anna Reindorp                                                   | Bernhard-Hagels-Platz 23 ·           | Anna Reindorp            |                                                                                                | Hier wohnte Anna Reindorp geb. Kösters Jg. 1902 deportiert Auschwitz ermordet 2.11.1942        |             |
| Stolperstein Helena Kösters                                                  | Bernhard-Hagels-Platz 23 ·           | Helena Kösters           | Hier wohnte Helena Kösters Jg. 1900 deportiert Sobibor ermordet 9.7.1943                       |                                                                                                |             |
| Stolperstein Josephine Kösters                                               | Bernhard-Hagels-Platz 23 ·           | Josephine Kösters        | Hier wohnte Josephine Kösters Jg. 1896 deportiert Auschwitz 30.9.1941                          |                                                                                                |             |
| Stolperstein Sofie Kösters                                                   | Bernhard-Hagels-Platz 23 ·           | Sofie Kösters            | Hier wohnte Sofie Kösters geb. Neter Jg. 1863 deportiert Auschwitz ermordet 5.11.1942          |                                                                                                |             |
| Stolperstein Bad Bentheim Dorfstraße 21 Moritz Neter                         | Dorfstraße 21, Gildehaus ·           | Moritz Neter             |                                                                                                | Hier wohnte Moritz Neter Jg. 1899 deportiert Auschwitz ermordet 28.2.1942                      |             |
| Stolperstein Bad Bentheim Dorfstraße 21 Hedwig Neter                         | Dorfstraße 21, Gildehaus ·           | Hedwig Neter             | Hier wohnte Hedwig Neter Heymann Jg. 1906 deportiert Riga ermordet Dez. 1943                   |                                                                                                |             |
| Stolperstein Bad Bentheim Dorfstraße 21 Hedwig Neter                         | Dorfstraße 21, Gildehaus ·           | Josefine Beem            | Hier wohnte Josefine Beem Geb. Neter Jg. 1901 deportiert Sobibor ermordet 7.5.1943             |                                                                                                |             |
| Stolperstein Bad Bentheim Dorfstraße 21 Zilla Neter                          | Dorfstraße 21, Gildehaus ·           | Zilla Neter              | Hier wohnte Zilla Neter Jg. 1939 deportiert Riga ermordet Dez. 1943                            |                                                                                                |             |
| Stolperstein Bad Bentheim Dorfstraße 21 Henriette Heymann                    | Dorfstraße 21, Gildehaus ·           | Henriette Heymann        | Hier wohnte Henriette Heymann Geb. Neter Jg. 1906 deportiert ermordet 1943 in Stutthof         |                                                                                                |             |
| Stolperstein Bad Bentheim Dorfstraße 21 Semi Neter                           | Dorfstraße 21, Gildehaus ·           | Semi Neter               | Hier wohnte Semi Neter Jg. 1942 deportiert Riga ermordet Dez. 1943                             |                                                                                                |             |
| Stolperstein Bad Bentheim Dorfstraße 21 Isidor Heymann                       | Dorfstraße 21, Gildehaus ·           | Isidor Heymann           | Hier wohnte Isidor Heymann Jg. 1905 deportiert KZ Landsberg/Lech ermordet 24.10.1944           |                                                                                                |             |
| Stolperstein Bad Bentheim Dorfstraße 21 Jeanette Kösters                     | Dorfstraße 21, Gildehaus ·           | Jeanette Kösters         | Hier wohnte Jeanette Kösters Jg. 1870 deportiert ermordet 1941                                 |                                                                                                |             |
| Stolperstein Bad Bentheim Heinrich-Kloppers-Straße 1 Heinrich Kloppers       | Heinrich-Kloppers Straße 1–3 ·       | Heinrich Kloppers        | 7. Feb. 2008                                                                                   | Hier wohnte Heinrich Kloppers Jg. 1891 verhaftet 23.8.1944 Neuengamme tot 24.11.1944           |             |
| Stolperstein Bad Bentheim Heinrich-Kloppers-Straße 11 Karl Wertheim          | Heinrich-Kloppers Straße 11 ·        | Karl Wertheim            |                                                                                                | Hier wohnte Karl Wertheim Jg. 1880 deportiert Auschwitz ermordet 5.11.1942                     |             |
| Stolperstein Bad Bentheim Heinrich-Kloppers-Straße 11 Frieda Wertheim        | Heinrich-Kloppers Straße 11 ·        | Frieda Wertheim          | Hier wohnte Frieda Wertheim geb. Wiessen Jg. 1877 deportiert Auschwitz ermordet 5.11.1942      |                                                                                                |             |
| Stolperstein Bad Bentheim Heinrich-Kloppers-Straße 11 Gertrud Blumenthal     | Heinrich-Kloppers Straße 11 ·        | Gertrud Blumenthal       | Hier wohnte Gertrud Blumenthal geb. Wertheim Jg. 1909 deportiert Auschwitz ermordet 5.2.1943   |                                                                                                |             |
| Stolperstein Bad Bentheim Heinrich-Kloppers-Straße 11 Walter Blumenthal      | Heinrich-Kloppers Straße 11 ·        | Walter Blumenthal        | Hier wohnte Walter Blumenthal Jg. 1896 deportiert Auschwitz ermordet 1943                      |                                                                                                |             |
| Stolperstein Bad Bentheim Heinrich-Kloppers-Straße 11 Margot Ruth Blumenthal | Heinrich-Kloppers Straße 11 ·        | Margot Blumenthal        | Hier wohnte Margot Ruth Blumenthal Jg. 1936 deportiert Auschwitz ermordet 25.1.1943            |                                                                                                |             |
| Stolperstein Bad Bentheim Heinrich-Kloppers-Straße 11 Carla Rahel Blumenthal | Heinrich-Kloppers Straße 11 ·        | Carla Rahel Blumenthal   | Hier wohnte Carla Rahel Blumenthal Jg. 1942 deportiert Auschwitz ermordet 5.2.1943             |                                                                                                |             |
| Stolperstein Bad Bentheim Kirchstraße 2 Levi Goldsteen                       | Kirchstr. 2 ·                        | Levi Goldsteen           | 21. Apr. 2006                                                                                  | Hier wohnte Levi Goldsteen Jg. 1870 deportiert Auschwitz ermordet 15.10.1942                   |             |
| Stolperstein Bad Bentheim Kirchstraße 2 Lena Goldsteen                       | Kirchstr. 2 ·                        | Lena Goldsteen           | 21. Apr. 2006                                                                                  | Hier wohnte Lena Goldsteen geb. König Jg. 1876 deportiert Auschwitz ermordet 15.10.1942        |             |
| Stolperstein Bad Bentheim Kirchstraße 2 Rosi Goldsteen                       | Kirchstr. 2 ·                        | Rosi Goldsteen           | 21. Apr. 2006                                                                                  | Hier wohnte Rosi Goldsteen deportiert Auschwitz ermordet 15.10.1942                            |             |
| Stolperstein Bad Bentheim Kirchstraße 2 Regina Goldsteen                     | Kirchstr. 2 ·                        | Regina Goldsteen         | 21. Apr. 2006                                                                                  | Hier wohnte Regina Goldsteen Jg. 1907 deportiert Sobibor ermordet 11.6.1943                    |             |
| Stolperstein Bad Bentheim Kirchstraße 2 Elfriede Goldsteen                   | Kirchstr. 2 ·                        | Elfriede Goldsteen       | 21. Apr. 2006                                                                                  | Hier wohnte Elfriede Goldsteen Jg. 1912 deportiert Auschwitz ermordet 15.10.1942               |             |
| Stolperstein Bad Bentheim Mühlenstraße 22 Lena Wertheim                      | Mühlenstr. 22 ·                      | Lena Wertheim            |                                                                                                | Hier wohnte Lena Wertheim geb. Rosenbaum Jg. 1871 deportiert Riga ermordet 1943                |             |
| Stolperstein Bad Bentheim Mühlenstraße 22 Johanne Wertheim                   | Mühlenstr. 22 ·                      | Johanna Wertheim         | Hier wohnte Johanne Wertheim Jg. 1874 deportiert Riga ermordet 1943                            |                                                                                                |             |
| Stolperstein Bad Bentheim Mühlenstraße 22 Josephine Wertheim                 | Mühlenstr. 22 ·                      | Josephine Wertheim       | Hier wohnte Josephine Wertheim Jg. 1919 deportiert ermordet 1944 in Stutthof                   |                                                                                                |             |
| Stolperstein Bad Bentheim Ochtruper Straße 7a Carl Mildenberg                | Ochtruperstr. 7a ·                   | Carl Mildenberg          |                                                                                                | Hier wohnte Carl Mildenberg Jg. 1897 deportiert Buchenwald ermordet 26.10.1939                 |             |
| Stolperstein Bad Bentheim Paulinenkrankenhaus Gustav Cahn                    | Paulinenkrankenhaus, Paulinenweg 1 · | Gustav Cahn              |                                                                                                | Hier wohnte Gustav Cahn Jg. 1864 deportiert Theresienstadt ermordet                            |             |
| Stolperstein Bad Bentheim Paulinenweg 11 Wilhelm Zilversmit                  | Paulinenweg 11 ·                     | Wilhelm Zilversmit       |                                                                                                | Hier wohnte Wilhelm Zilversmit Jg. 1876 deportiert Auschwitz ermordet 23.7.1943                |             |
| Stolperstein Bad Bentheim Paulinenweg 11 Dina Zilversmit                     | Paulinenweg 11 ·                     | Dina Zilversmit          | Hier wohnte Dina Zilversmit geb. Grünwald Jg. 1873 deportiert Auschwitz ermordet 23.7.1943     |                                                                                                |             |
| Stolperstein Bad Bentheim Paulinenweg 11 Heinz Zilversmit                    | Paulinenweg 11 ·                     | Heinz Zilversmit         | Hier wohnte Heinz Zilversmit Jg. 1908 deportiert Mauthausen ermordet 6.10.1941                 |                                                                                                |             |
| Stolperstein Bad Bentheim Schlossstraße 15 Gustav Wertheim                   | Schlossstr.15 ·                      | Gustav Wertheim          |                                                                                                | Hier wohnte Gustav Wertheim Jg. 1876 deportiert Auschwitz ermordet 26.1.1943                   |             |
| Stolperstein Bad Bentheim Schlossstraße 15 Julius Wertheim                   | Schlossstr.15 ·                      | Julius Wertheim          | Hier wohnte Julius Wertheim Jg. 1879 deportiert ermordet                                       |                                                                                                |             |
| Stolperstein Bad Bentheim Sieringhoeker Weg Albert Hermann Kleinhaus         | Sieringhoeker Weg 3 ·                | Albert Hermann Kleinhaus |                                                                                                | Hier wohnte Albert Hermann Kleinhaus Jg. 1920 deportiert Sobibor ermordet 9.7.1943             |             |
| Stolperstein Bad Bentheim Sieringhoeker Weg 3 Wolff-Heimmann Kleinhaus       | Sieringhoeker Weg 3 ·                | Wolff-Heimann Kleinhaus  | Hier wohnte Wolff-Heimmann Kleinhaus Jg. 1878 deportiert ermordet 1945                         |                                                                                                |             |
| Stolperstein Bad Bentheim Sieringhoeker Weg 3 Judith Kleinhaus               | Sieringhoeker Weg 3 ·                | Judith Kleinhaus         | Hier wohnte Judith Kleinhaus geb. Posener Jg. 1877 deportiert Sobibor ermordet 14.5.1943       |                                                                                                |             |
| Stolperstein Bad Bentheim Wilhelmstraße 7 Sigmund Portje                     | Wilhelmstr.7 ·                       | Sigmund Portje           |                                                                                                | Hier wohnte Sigmund Portje Jg. 1885 deportiert Auschwitz ermordet 5.10.1942                    |             |
| Stolperstein Bad Bentheim Wilhelmstraße 7 Frieda Portje                      | Wilhelmstr.7 ·                       | Frieda Portje            | Hier wohnte Frieda Portje geb. Lehrberger Jg. 1888 deportiert Auschwitz ermordet 5.10.1942     |                                                                                                |             |
| Stolperstein Bad Bentheim Wilhelmstraße 9a Magda Frank                       | Wilhelmstr.9a ·                      | Magda Frank              |                                                                                                | Hier wohnte Magda Frank geb. Neter Jg. 1888 deportiert Auschwitz ermordet 12.2.1943            |             |
| Stolperstein Bad Bentheim Wilhelmstraße 9a Jenny Heijmann                    | Wilhelmstr.9a ·                      | Jenny Heijmann           | Hier wohnte Jenny Heijmann geb. Neter Jg. 1888 deportiert Auschwitz ermordet 12.2.1943         |                                                                                                |             |
| Stolperstein Bad Bentheim Wilhelmstraße 31a Albert Wertheim                  | Wilhelmstr.31a ·                     | Albert Wertheim          |                                                                                                | Hier wohnte Albert Wertheim Jg. 1872 deportiert Sobibor ermordet 23.7.1943                     |             |
| Stolperstein Bad Bentheim Wilhelmstraße 31a Ella Wertheim                    | Wilhelmstr.31a ·                     | Ella Wertheim            | Hier wohnte Ella Wertheim Geb. Isaac Jg. 1883 deportiert Sobibor ermordet 23.7.1943            |                                                                                                |             |
| Stolperstein Bad Bentheim Wilhelmstraße 31a Thekla Pintkus                   | Wilhelmstr.31a ·                     | Thekla Pinthus           | Hier wohnte Thekla Pinthus Geb. Wertheim Jg. 1904 deportiert für tot erklärt 8.5.1945          |                                                                                                |             |
| Stolperstein Bad Bentheim Wilhelmstraße 31a Hildegard Löhnberg               | Wilhelmstr.31a ·                     | Hildegard Löhnberg       | Hier wohnte Hildegard Löhnberg Geb. Wertheim Jg. 1906 deportiert Auschwitz ermordet 19.10.1943 |                                                                                                |             |
| Stolperstein Bad Bentheim Wilhelmstraße 31a Erich Wertheim                   | Wilhelmstr.31a ·                     | Erich Wertheim           | Hier wohnte Erich Wertheim Jg. 1906 deportiert Auschwitz ermordet 31.10.1944                   |                                                                                                |             |
| Stolperstein Bad Bentheim Wilhelmstraße 31a Hans Wertheim                    | Wilhelmstr.31a ·                     | Hans Wertheim            | Hier wohnte Hans Wertheim Jg. 1913 deportiert Sobibor 4.8.1943                                 |                                                                                                |             |
| Stolperstein Bad Bentheim Wilhelmstraße 36 Joel Wertheim                     | Wilhelmstr.36 ·                      | Joel Wertheim            |                                                                                                | Hier wohnte Joel Wertheim Jg. 1866 ???                                                         |             |